# テヘラン・メトロ
テヘラン・メトロ（ペルシア語: متروی تهران; Metrou-ye Tehrān）はイランの首都テヘランで運用される都市高速鉄道。運行中の7路線からなる。
軌間は標準軌。乗車券は距離に関係なく一回の利用ごとに1200リヤール（10円弱）である。全てのテヘラン地下鉄の列車の先頭車および最後尾は女性専用車両であるが、その他の車両は男女関係なく利用できる。
テヘラン・メトロの1日平均の乗客数は126万人、年のべ約4億4700万人であった（2009-10年）。

## 歴史

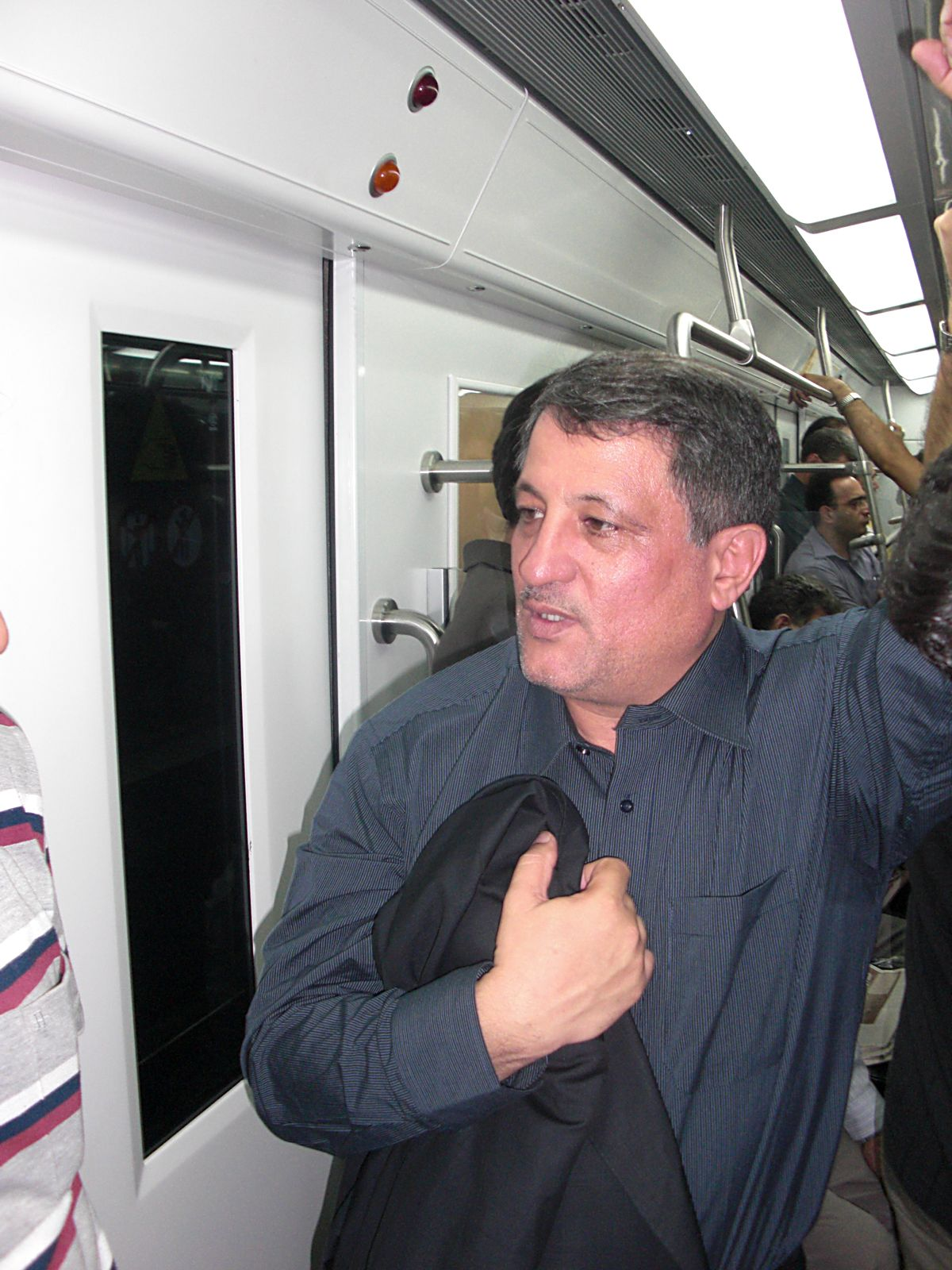
モフセン・ハーシェミー・ラフサンジャーニー前テヘラン・メトロ総裁。テヘラン・メトロの車輌内にて。

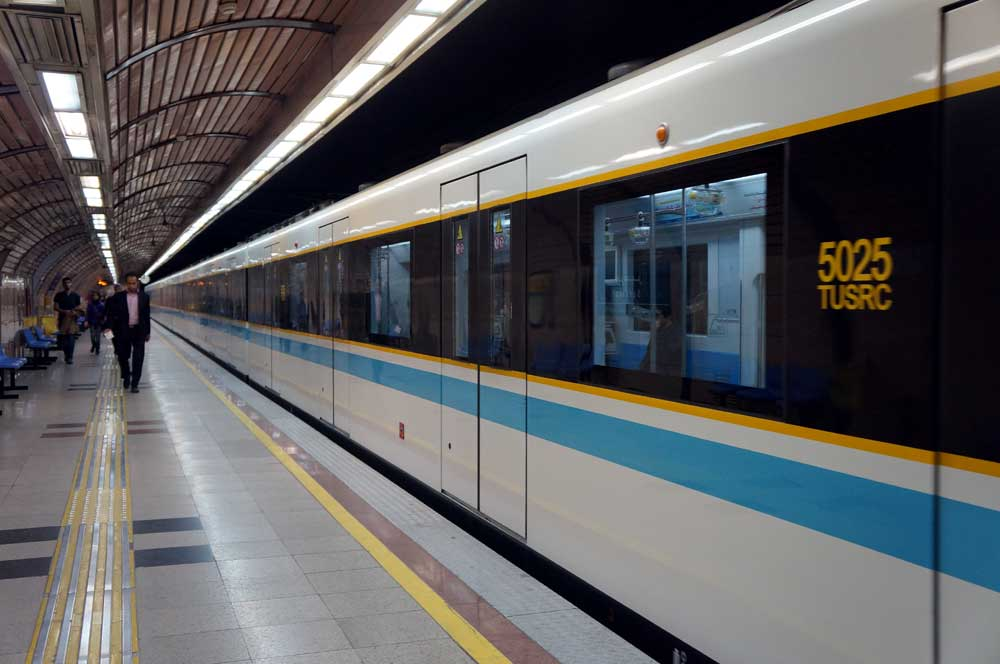
テヘラン・メトロの車輌

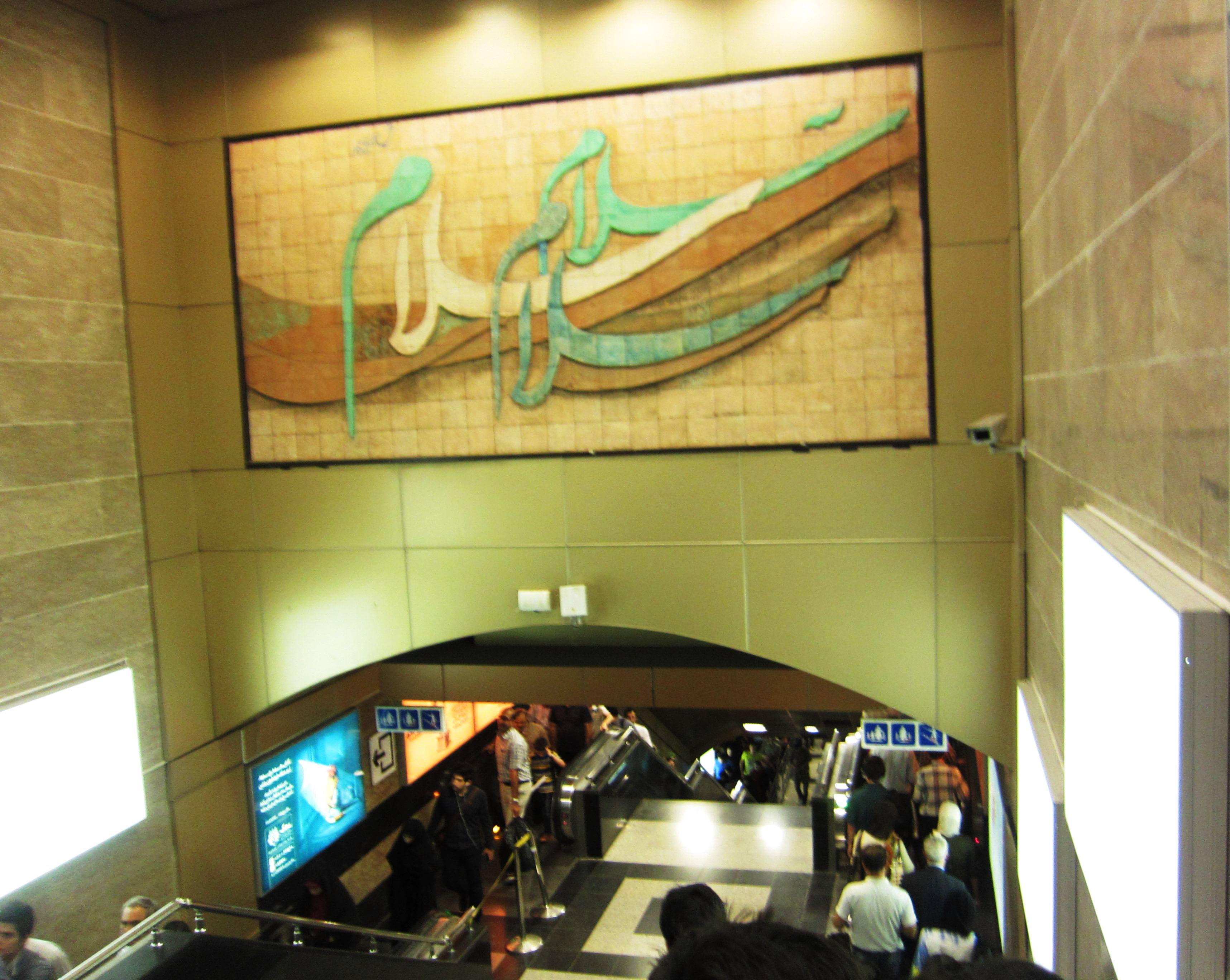
ヴァリ・アスル駅

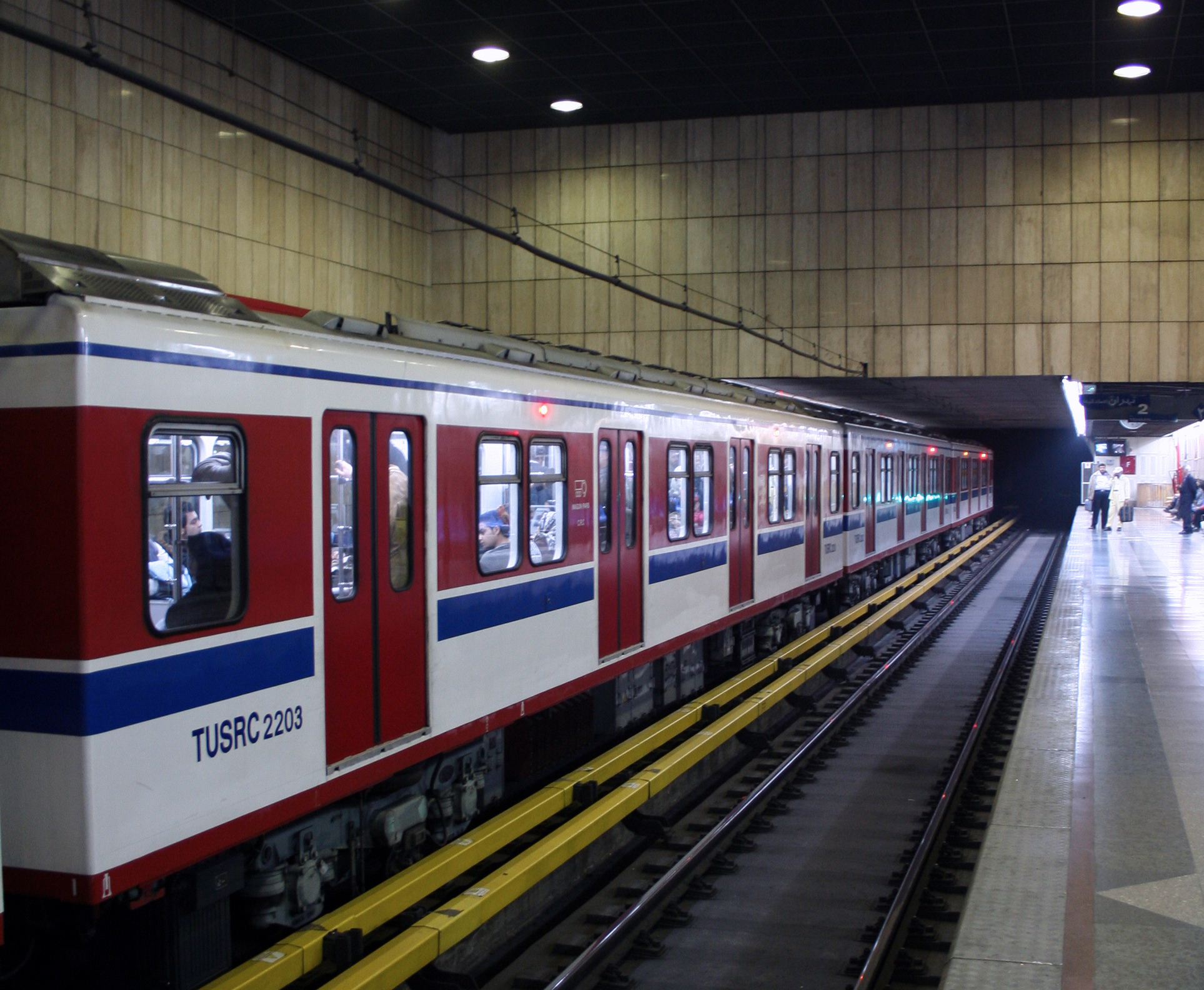
テヘラン・メトロ（アーザーディー駅）

イラン最初の地下鉄となるテヘラン・メトロの初期部分は、イラン革命前の1970年代に計画されたものである。1970年、予算計画機構およびテヘラン市庁はテヘラン・メトロ建設についての国際入札の実施を発表。フランスのSOFRETU（フランス都市鉄道研究実用化社。当時の国有パリ交通公団の下部組織）が落札し、同年中に予備調査が開始された。1974年、「街路・メトロ計画」と呼ばれる最終報告書が提出される。「街路・メトロ計画」は中心部における環状高速道路、新たな郊外地域に対する高速道路2路線、そして、8路線のメトロ路線と、これを補完するバスおよびタクシーによる交通網を提言したものである。1976年、地質調査を開始。1978年、テヘラン北部でフランスの企業によって建設が開始されたが、イラン革命とイラン・イラク戦争の勃発でごく短期間のものに終わった。1980年12月、SOFRETUはイランでの事業を凍結。1982年3月3日、イラン閣僚評議会はフランス企業によるテヘラン・メトロ建設・運営の停止を正式に発表した。したがって、建設そのものは1980年から1986年までほぼ完全に停止した状態であった。
1985年夏までに、都市化の急速な進展と公共交通の整備不足は深刻な問題となり、テヘランの交通整備計画の早期再開が強く迫られるようになっていた。同年、「テヘラン・メトロ施工計画」が法律上の計画「テヘラン広域メトロ鉄道会社設置法修正事項」に基づき、再認可を受ける。これは明らかに革命前の地下鉄計画をそのまま引き継ぐものであった。計画再開にあたっては
- 1号線（シャヒード・アーヤトッラー・ハッガーニー高速道路からレイに至る路線とそのベヘシュテ・ザフラー墓地までの延伸。南北方向線）。優先順位第一。
- 2号線（テヘラン・パールス地区のダルダシュトからサーデギーイェ広場に至る路線とそのキャラジおよびメフルシャフル地区までの延伸。東西方向線）。優先順位第二。
- 計画済みの3号線、4号線も建設する

となっていた。
同法に基づき、今後のメトロ建設・管理に備え、テヘラン広域メトロ鉄道会社（以下メトロ社）が1985年4月（イラン暦1364年ファルヴァルディーン月）に設立された。メトロ社は以降アスガル・エブラーヒーミー・アスルが11年にわたって経営した。この間、メトロには数億ドルが投じられ、またメトロ社には政府からバンダル・アッバース（ホルモズガーン州）の鉄鉱石鉱山の採掘権、モガーン（東アーザルバーイジャーン州）の珪藻土鉱山の採掘・販売権、エスファハーンの精油所の余剰物の輸出権、おなじくエスファハーンの鉄鉱石鉱山からの輸出権などの利権が認められた。同社により、テヘラン・メトロの建設が再開されたが、うち続くイラン・イラク戦争により、作業の進行は遅滞し、しばしば中断することになる。1998年、アスガル・エブラーヒーミー・アスルが退任し、モフセン・ハーシェミーが引き継いだ。モフセン・ハーシェミーはハーシェミー・ラフサンジャーニー元大統領の息子である。
1999年3月7日、テヘラン・メトロの最初の路線となる5号線（サーデギーイェ - キャラジ間）が開業した。テヘランのサーデギーイェ広場からキャラジまでの31.4km。陸上を走る電化路線で、途中駅ヴァルダーヴァルドのみという形での部分開業であった。この路線は中国の中国北方工業公司により建設された。
2000年2月21日、初の地下鉄路線となる東西方向の2号線の西半（サーデギーイェ - エマームホメイニー間）が開業。テヘラン都心部のエマーム・ホメイニー広場と西郊のサーデギーイェ広場（5号線との接続点）を結ぶものであった。同年8月28日、南北方向の1号線の南側（ダルヴァーゼ・ドウラト - アリーアーバード間）が開業。テヘラン都心部と南部を結ぶ部分の開業であった。
以降、1号線、2号線は連年延伸が続けられている。2008年4月には、テヘランの中心部を東西に走るエンゲラーブ大通りの地下を経由する4号線の都心部が開業した。
テヘラン・メトロの各種設備は広範な国際企業により製造されたもので、1号線、2号線の車輌はCNTIC（中国技術進出口総公司）によるもので、線路とポイントはオーストリアのフェストアルピーネによるものである。また5号線の2階建車輌はCNTICに供給されアラークのパールス車輌が組み立てている。
2022年、マフサ・アミニの死を契機に市内で暴動が散発的に発生。治安部隊がメトロ駅（駅名不詳）構内で数十人の乗客に向けて発砲する映像や、私服警官らが地下鉄の車内で、髪をスカーフで覆っていない女性たちを摘発する映像が流出した。
現在までに約20億ドルがメトロ計画に投入された。テヘラン・メトロは現在、運行中の7路線（1, 2, 3, 4, 5, 6, 7号線）で1日300万人の乗客を輸送している。うち1号線、3号線、4号線、6号線、7号線はメトロ社により延伸中である。

## 路線
| 路線名 | 開業年 | 距離     | 駅数 | 区間 |
| ------ | ------ | -------- | ---- | --- |
| 1号線  | 2001年 | 70 km    | 32   | タジュリシュ(تجریش) - キャフリーザク(کهریزک) シャーヘド(شاهد) - エマーム・ホメイニー国際空港(فرودگاه بین‌المللی امام خمینی)                                         |
| 2号線  | 2000年 | 26 km    | 22   | サーデギーイェ(صادقیه) - ファルハング・サラー (فرهنگسرا) |
| 3号線  | 2012年 | 37 km    | 24   | ガエム(قائم) - アーザーデーガーン( آزادگان) |
| 4号線  | 2008年 | 22 km    | 22   | エクバターン( ارم سبز) - シャヒード・コラーフドゥーズ(شهید کلاهدوز) ビーメ(بیمه) - メヘラーバード国際空港ターミナル4&6(ایستگاه مترو فرودگاه مهرآباد ترمینال ۴ و ۶) |
| 5号線  | 1999年 | 43 km    | 11   | ゴルシャフル( گلشهر) - サーデギーイェ(صادقیه) |
| 6号線  | 2019年 | 9km      | 3    | ショハダ広場 - ダウラット・アバード |
| 7号線  | 2017年 | 13.5 km  | 8    | サナート広場(میدان صنعت) - バスィージ(بسیج) |
| 合計:  |        | 220.5 km | 122  | |

### 1号線
1号線はおおむね南北方向の路線である。テヘラン北部の中心地タジュリーシュ広場から都心のエマーム・ホメイニー広場を経て、テヘラン・バーザールに沿って南下。南ターミナル、レイ市、ホメイニー廟（ハラメ・モタッハル）を経て、キャフリーザクに至る36.2kmの路線である。2015年1月現在、北はタジュリーシュ、南はキャフリーザクまで開業。路線図上のラインカラーは赤。開業済みは延長36.2km（14.9kmが地下路線）、29駅、うち23駅が地下駅、6駅が地上駅。2駅が建設中である。2005年現在、一日の輸送容量は64万人で、各駅の停車時間は20〜30秒となっている。各列車は7両編成で、1両あたりの着席立ち席あわせての定員は1290人。最高速度は時速80km、表定速度は時速37kmである。
2001年に都心部のアリーアーバードとダルヴァーゼ・ドウラト駅間が開業。その後、第1期区間となる2003年までに南のホメイニー廟（ハラメ・モタッハル）から北のミールダーマードまでが開業している。その後、第2期延伸としてミールダーマード駅からタジュリーシュ広場まで北へ向かっての工事が実施された。2009年5月20日、ミールダーマード駅からゴルハク駅間の4.1kmが途中1駅とともに開業し、さらに2010年にゲイターリーイェまで開業した。掘削は2007年3月までに完了していたが、巨石、岩盤、漏水の問題に直面した上、政府がテヘラン市に対する資金の拠出を拒否したことから、資金調達の面でも問題が拡大するなど問題が多かった。また、2011年7月には南にハラメ・モタッハルからキャフリーザクまで延伸し、2012年には北側がタジュリーシュ広場まで開通し、南北全路線が開通した。
2017年8月7日にシャフレ・アーフターブからエマーム・ホメイニー国際空港までの区間が8号線として開業した。2016年にはシャーヘドからシャフレ・アーフターブまでの4kmの区間が1号線の支線として開通していたが8号線に組み込まれたが、再び1号線の支線になった。この区間は総延長31km、3駅。24時間運行されている。地上区間が大半。最高時速120km運転となり、地下鉄としては高速運転を行っている。郊外の衛星都市であるパランドまでの延伸区間が建設中となっており、完成するとこの支線は総延長50kmの路線となる。
- 2001年、アリーアーバード - ダルヴァーゼ・ドウラト開業[5]
- 2002年、ダルヴァーゼ・ドウラト -ミールダーマード開業[5]
- 2002年、アリーアーバード - レイ市開業[5]
- 2003年、レイ市 - ハラメ・モタッハル開業[5]
- 2009年、ミールダーマード - ゴルハク開業[5]
- 2010年、ゴルハク - ゲイターリーイェ開業[5]
- 2011年7月21日、ハラメ・モタッハル - キャフリーザク開業
- 2012年、タジュリシュ - ゲイターリーイェ開業[5]
- 2016年、シャーヘド - シャフレ・アーフターブ開業。
- 2017年、シャフレ・アーフターブ - エマーム・ホメイニー国際空港開業。

### 2号線

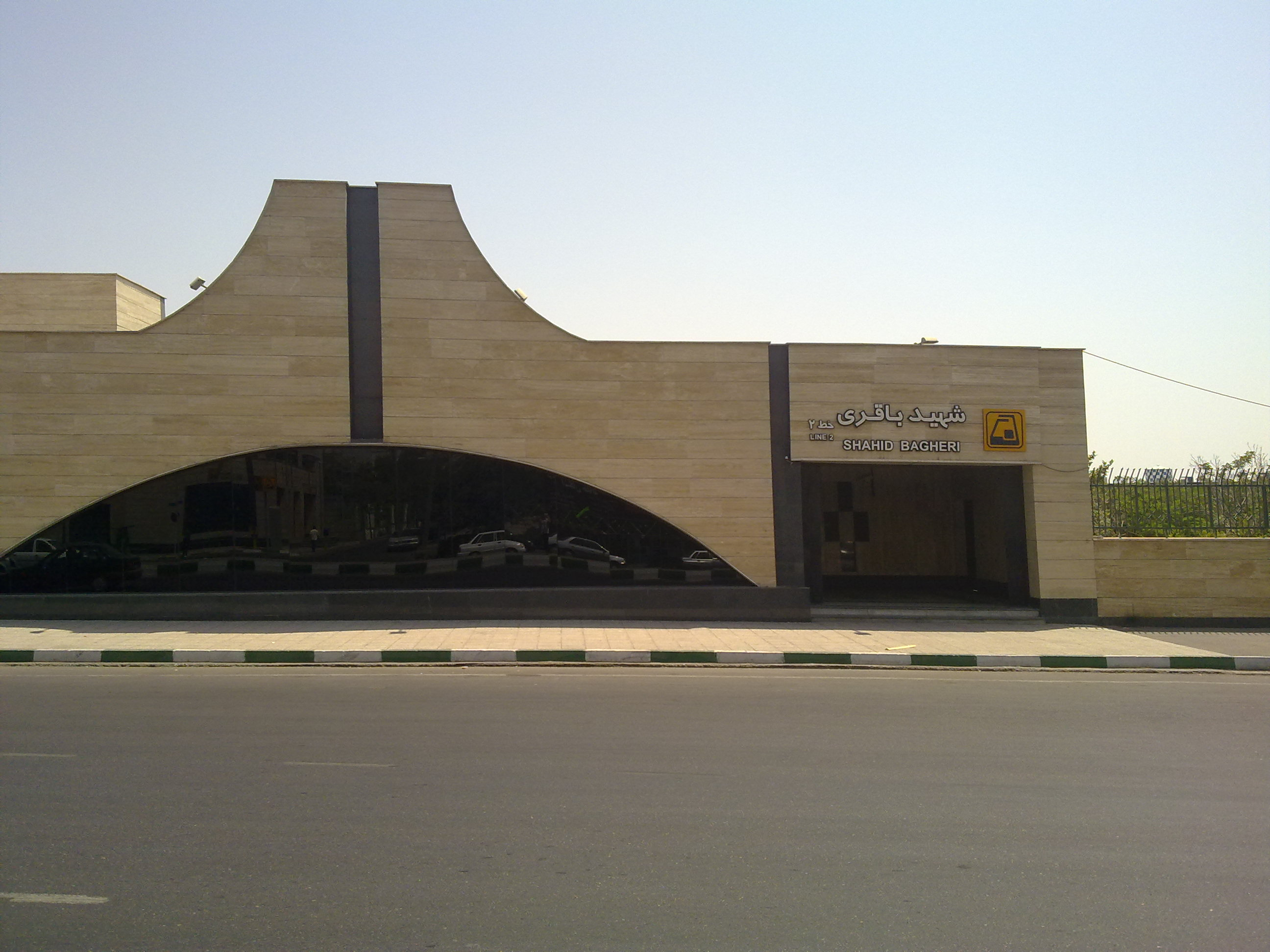
2号線シャヒード・バーゲリー駅

2号線のラインカラーは青、おおむね東西方向の路線である。西のテヘラン・サーデギーイェ駅から都心部のエマーム・ホメイニー駅を経て、東のファルハング・サラー駅まで延長25.4km、地下区間19km、地上区間6.4km。22駅が設置され、うち21駅は地下駅。エマーム・ホメイニー駅で1号線と、テヘラン・サーデギーイェ駅で5号線と接続する。初開業区間は2000年2月の西半分、テヘラン・サーデギーイェ駅とエマーム・ホメイニー駅間である。
以降東に向かって、2004年、エマーム・ホメイニー駅からバハーレスターン駅まで、2006年3月にバハーレスターン駅からシャヒード・マダニー駅、サルサバズ駅を経てエルモ・サンアト大学駅まで、2006年7月に3月開業区間の途中駅、ダルバーゼ・シェミーラーン駅、サバーラーン駅が開業した。さらに2009年2月、エルモ・サンアト大学駅からテヘラン・パールス駅、2010年6月にテヘラン・パールス駅からファルハング・サラー駅まで開業している。
- 2000年、サーデギーイェ - エマーム・ホメイニー開業[5][10]
- 2004年、エマーム・ホメイニー - バハーレスターン開業[5][10]
- 2006年、バハーレスターン - エルモ・サンアト大学開業[5][10]
- 2009年、エルモ・サンアト大学 - テヘラン・パールス開業[5][10]
- 2010年、テヘラン・パールス - ファルハング・サラー開業[5][10]

### 3号線

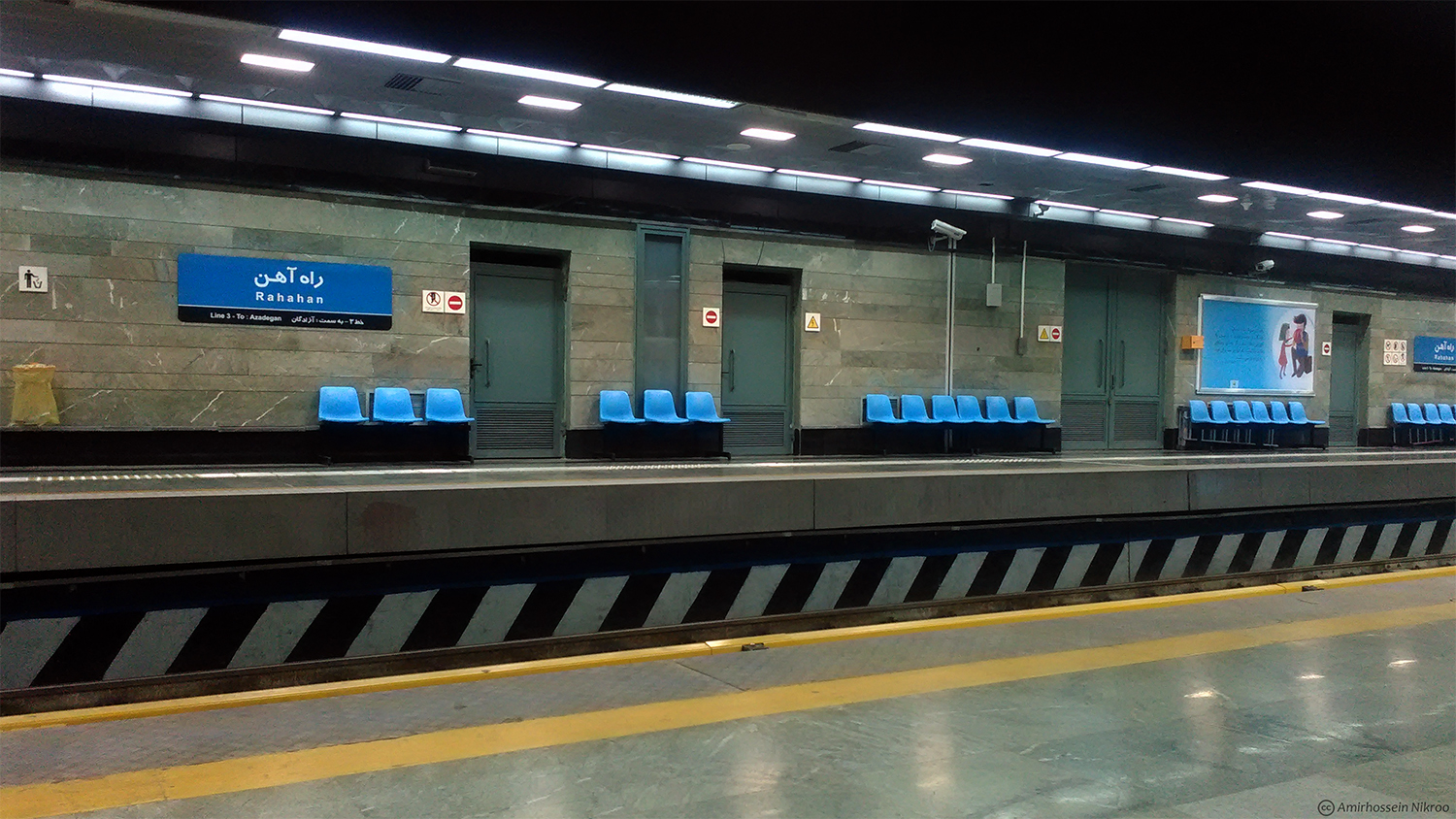
3号線テヘラン駅

3号線は路線図上のラインカラーは水色。おおむね南西から北東方向に走る。テヘラン南西アーザーデーガーンからテヘラン駅（イラン・イスラーム共和国鉄道に接続）、エマーム・アリー大学駅（2号線と接続）、ヴァリーアスル駅（4号線と接続）、シャヒード・ベヘシュティー駅（1号線と接続）を経由し、北東部のガーエムに至る38kmの路線である。2012年にシャヒード・ベヘシュティー駅からヴァリーアスル駅までの途中駅無しの7km、2駅が開業。2014年4月にヴァリーアスル駅からアーザーデガーン間までの12km、5駅が区間、2015年9月には北東部側のシャヒード・ベヘシュティー駅からガーエム駅までの18kmの区間が開通し総延長38 kmの路線になった。タジュリーシュまでの枝線区間が建設中である。
- 2012年、ヴァリーアスル - シャヒード・ベヘシュティー開業[5][10]
- 2014年、ヴァリーアスル - アーザーデガーン開業[5][10]
- 2015年、 シャヒード・ベヘシュティー - ガーエム開業

### 4号線
4号線の路線図上のラインカラーは黄色。おおむね東西方向に走る。西のエクバターン駅から東のシャヒード・コラーフドゥーズ駅までの延長21km、19駅（全て地下駅）の路線であり、都心部はテヘランの東西の幹線、革命大通りの地下を走る。2007年3月、第一段階のフェルドウスィー広場からダルヴァーゼ・シェミーラーンまで開通。続いて2009年2月、第二段階のダルヴァーセ・シェミーラーンからショハダー広場まで、2009年5月24日、フェルドウスィー広場からイスラーム革命広場までが開通した。イスラーム革命広場から5号線に接続するエクバターンまでがも2012年に開通し、本線は全通した。またビーメから分かれる支線によりメヘラーバード国際空港までの区間も2016年に開通した。
現在、21駅が設置されている。
- 2008年、フェルドウスィー - ダルヴァーゼ・シェミーラーン開業[5]
- 2008年、ダルヴァーゼ・シェミーラーン - ショハダー広場開業[5]
- 2009年、フェルドウスィー - イスラーム革命広場開業[5]
- 2010年、ショハダー広場 - シャヒード・コラーフドゥーズ開業[5]
- 2011年、イスラーム革命広場 - アーザーディー広場開業[5]
- 2012年、アーザーディー広場 - エクバターン（現エラメ・サブズ）開業[5]
- 2016年、ビーメ - メヘラーバード国際空港ターミナル4&6開業[5]

### 5号線

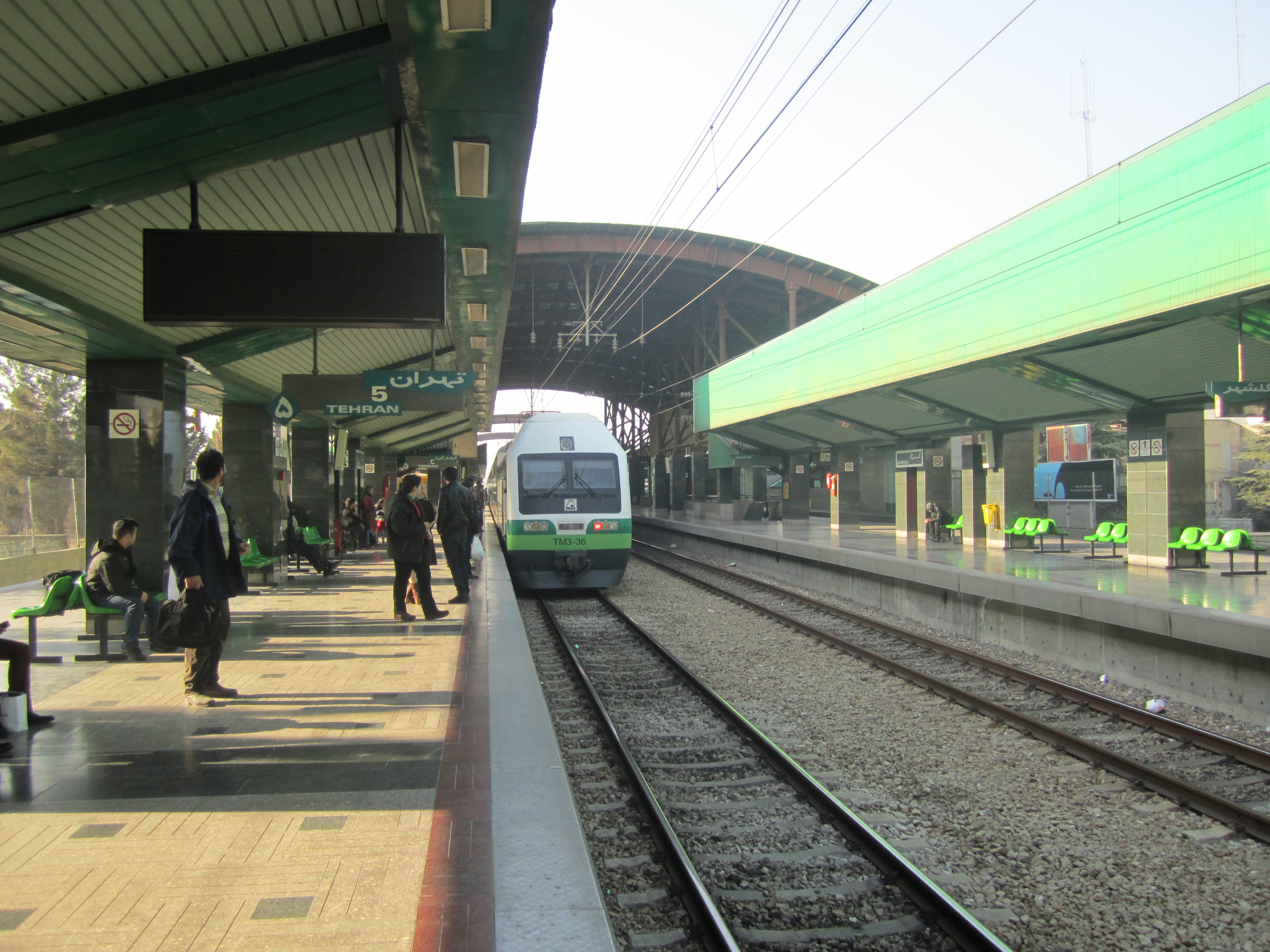
5号線キャラジ駅

5号線はアルボルズ州の州都キャラジとテヘラン西郊を結ぶ路線である。路線図上のラインカラーは緑。延長41.5km、11駅の電化複線の郊外路線である。1999年にテヘラン・サーデギーイェ駅からキャラジ駅までテヘラン・メトロの最初の区間として開業した。のちにキャラジ- ゴルシャフル間が延伸されている。最東端テヘラン・サーデギーイェ駅で2号線と接続している。唯一テヘラン中心部を通らない路線である。
- 1999年、テヘラン・サーデギーイェ - キャラジ開業[5]
- 2005年、キャラジ - ゴルシャフル開業[5]

### 6号線
2019年4月7日に9㎞の区間が部分開通。途中駅はベサット駅のみが設置された。全通すると総延長33km、19駅となる。
- 2019年、ショハダ広場 - ダウラット・アバード開業。

### 7号線
7号線は3号線とは対照的に、北西から南東方向に走る路線で、現在、新たに購入された最新のTBMで掘削が行われ、2017年6月10日に開通。18km、8駅。全通すると総延長27km、34駅となる。
- 2017年、サナート広場 - バスィージ開業。

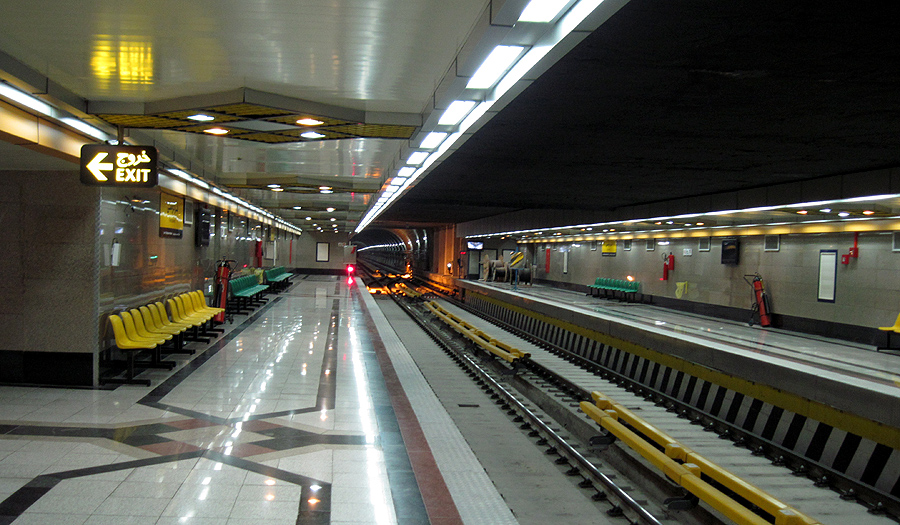
テヘラン・メトロの地下鉄駅構内

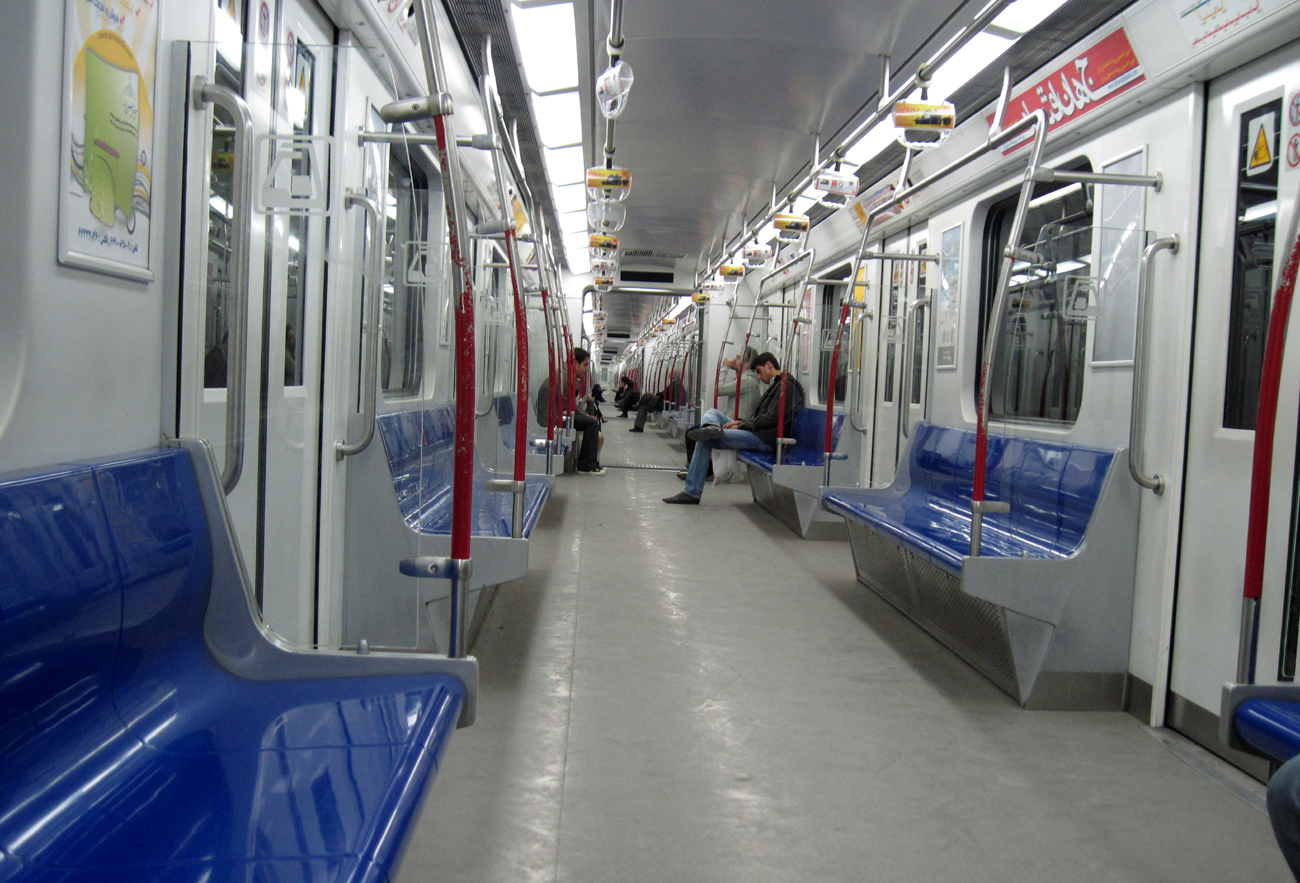
テヘラン・メトロの車輌内

## テヘラン・メトロにおける芸術
テヘラン・メトロの各駅では現代美術と伝統的ペルシア美術の装飾が組み合わされている。

## 安全性と通勤客の認識
全ての路線はATP、ATS、CTC、SCADAが備えられている。ラッシュ時の運転間隔の改善、多くの駅の開業、エスカレーターやエレベーターに車内空調など全般的な設備の改善により、より多くのテヘラン住民がメトロを利用するようになってきている。

### 事故
- 2007年7月18日、トゥープハーネの地下鉄駅に隣接した20平方メートルが突然陥没。犠牲者は出なかったが、駅は多くの箇所で修繕が必要となった。

## 文化財に対する悪影響
イラン文化遺産機構は、メトロの振動がテヘラン中心部に近いバハーレスターンのマスウーディーエ宮に著しい悪影響を及ぼしているとして非難した。同機構は、ほかに付近のゴレスターン宮殿やイラン国立博物館での振動についても非難している。しかしながら、技術者や専門家は、これを誤って振動と感じる雑音に過ぎないと考えており、多くの大都市の地下鉄のように深刻な問題にはならないとしている。

## ギャラリー

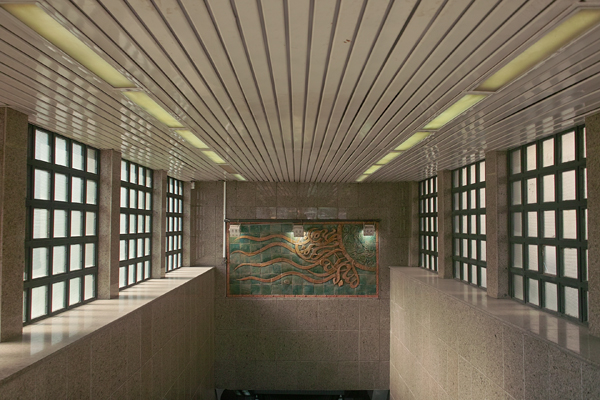
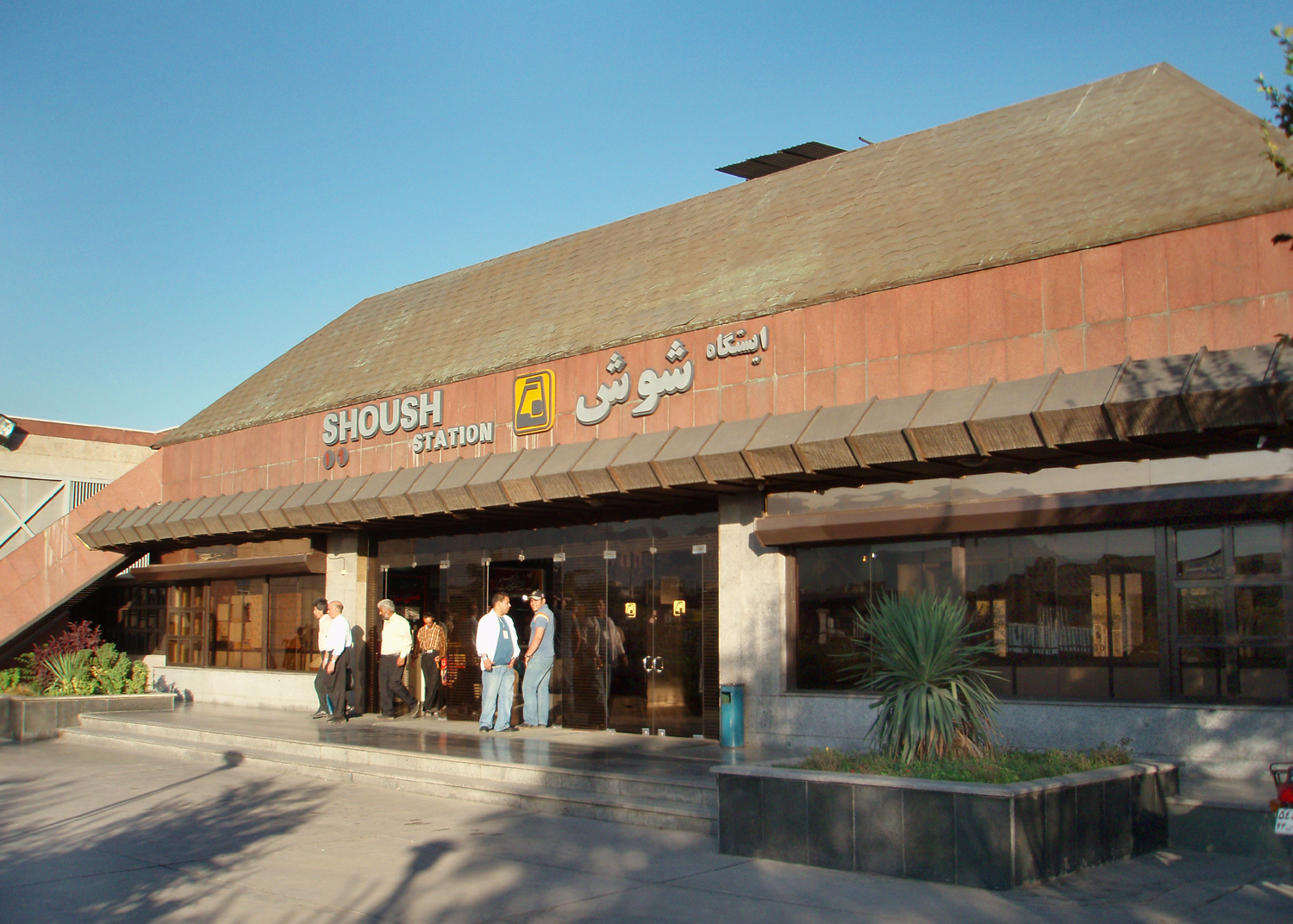
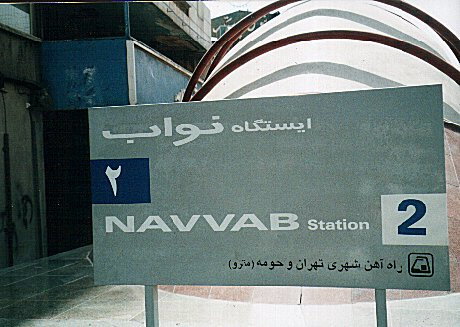
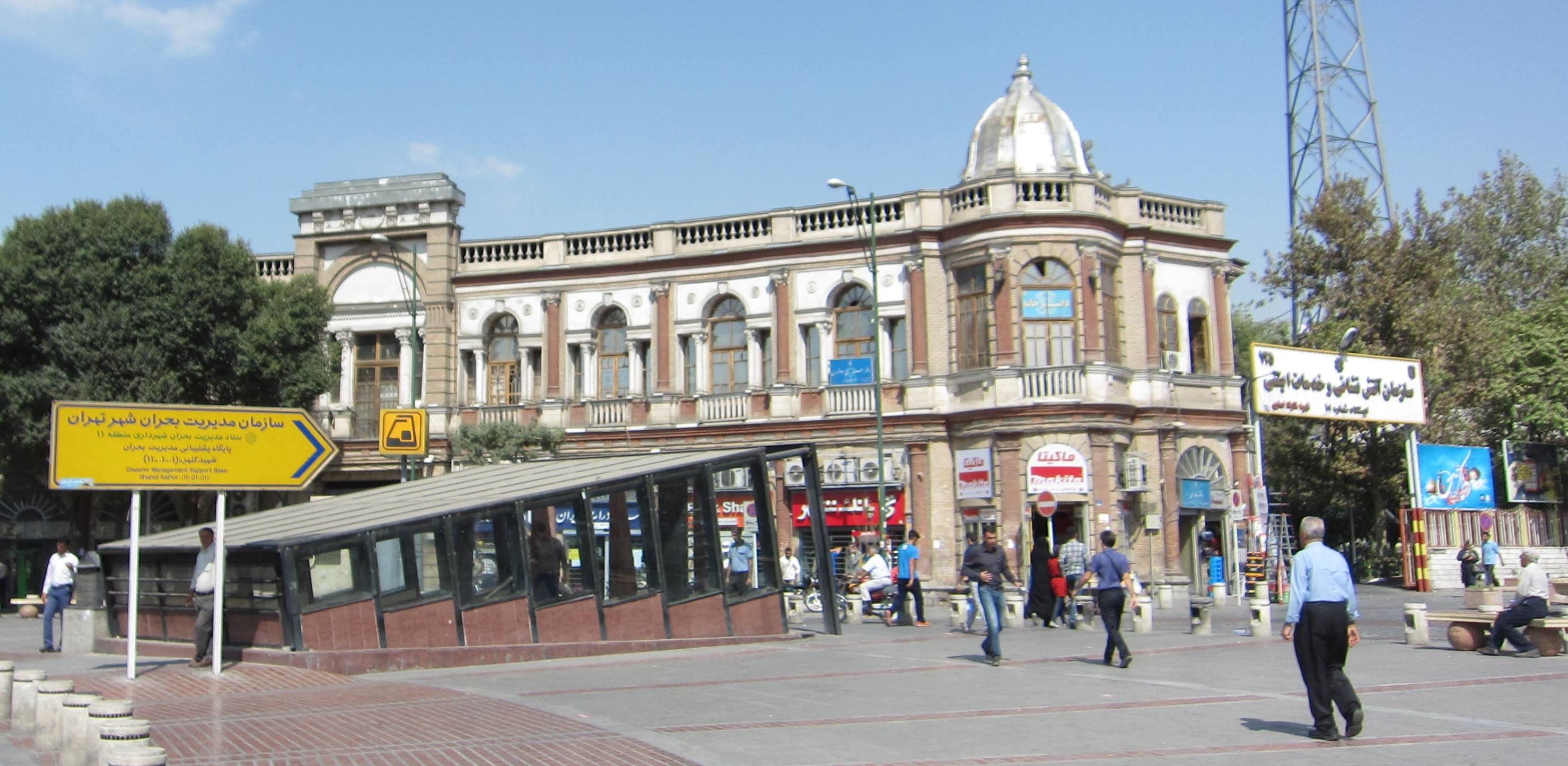
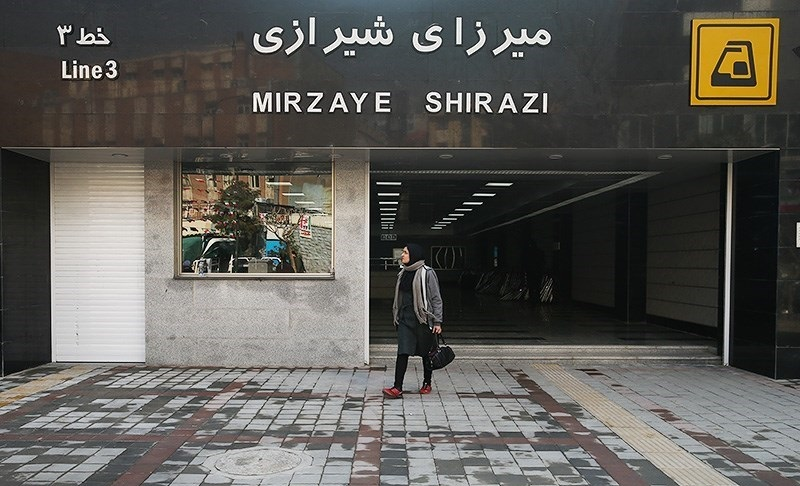
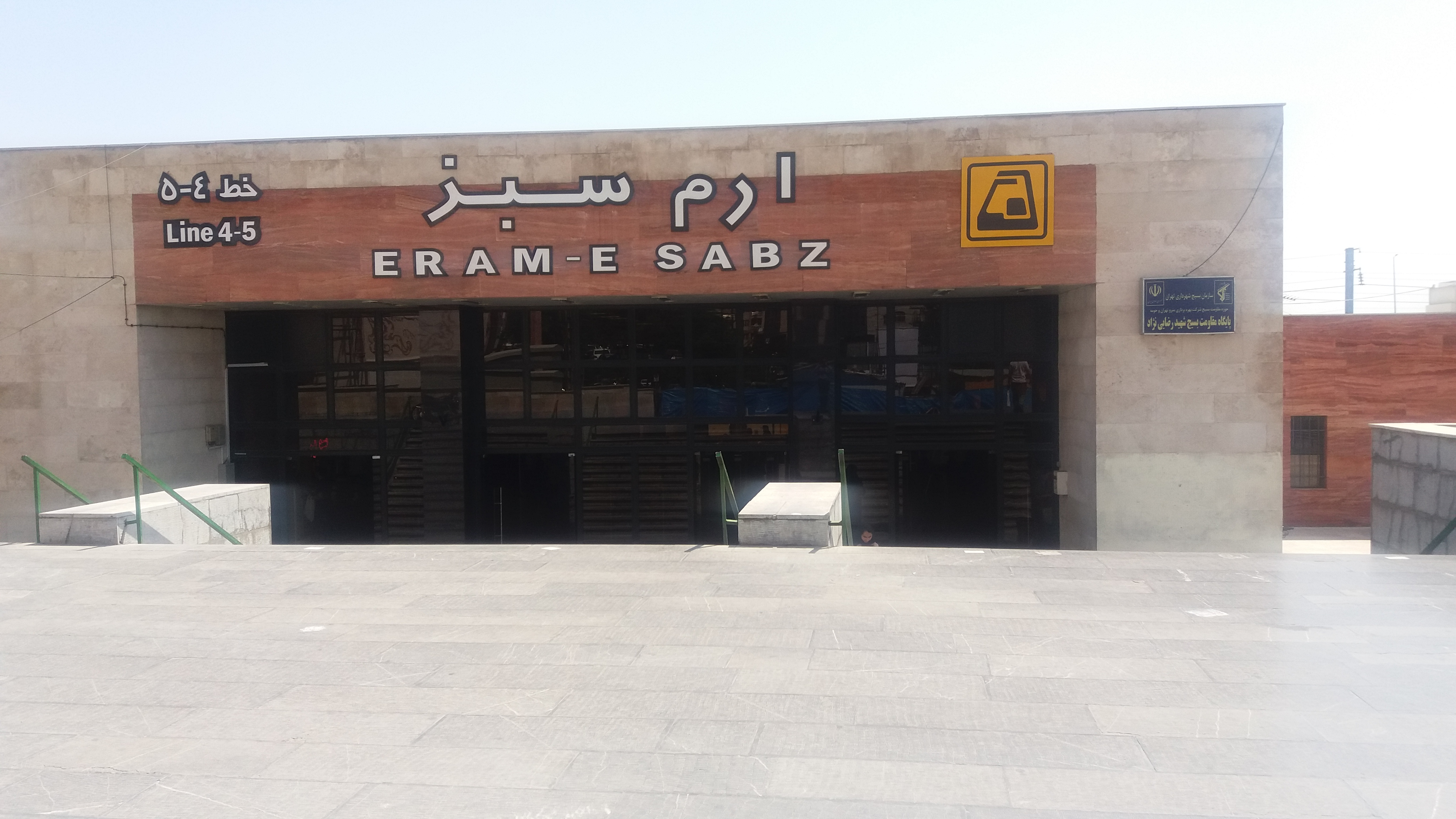
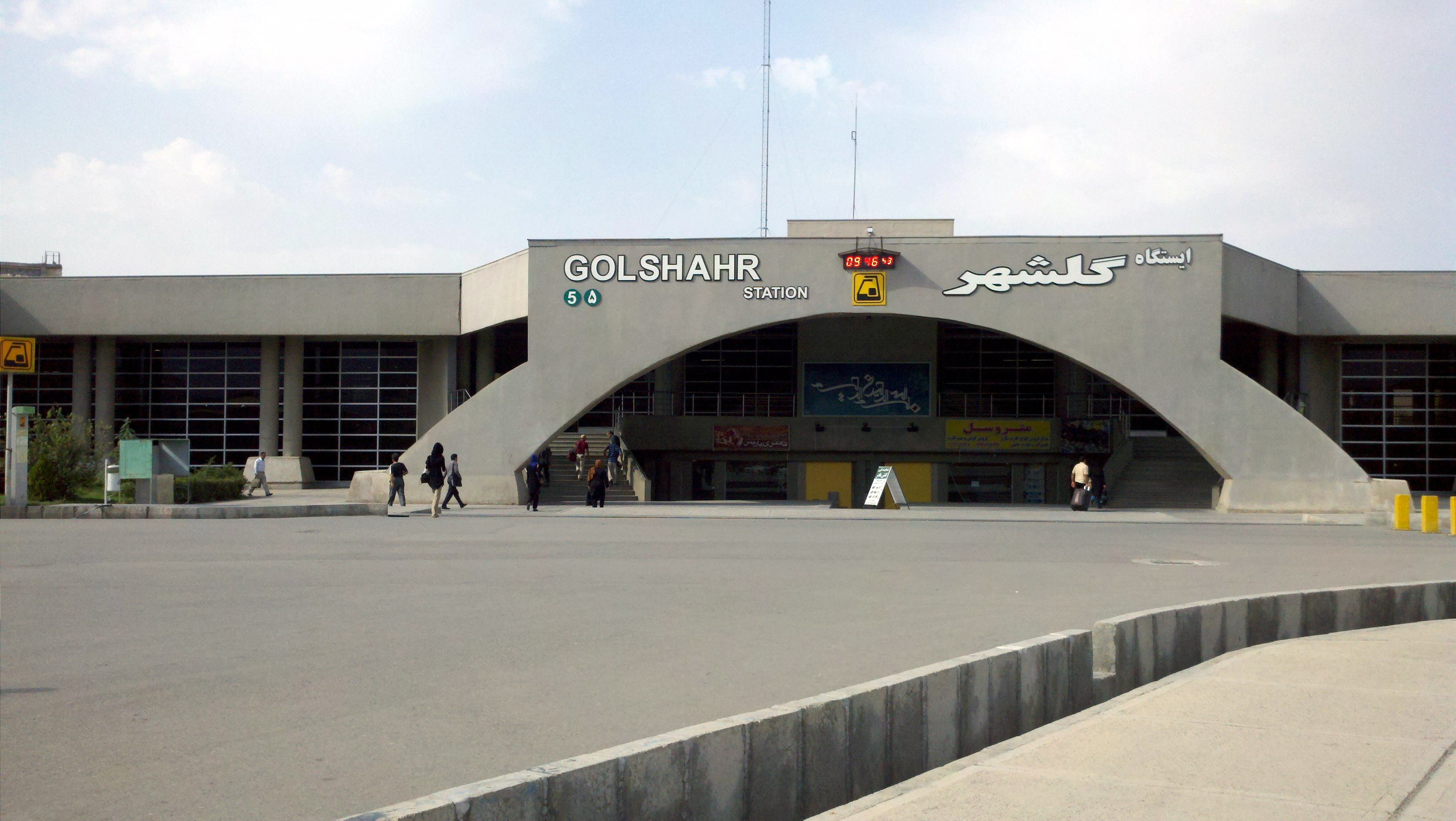

## イラン諸都市のメトロ
- マシュハド都市鉄道
- イスファハーン・メトロ
- シーラーズ・メトロ
- タブリーズ・メトロ
- アフヴァーズ・メトロ